# Kajagoogoo & Limahl – The Singles and More
Kajagoogoo & Limahl – The Singles and More är ett samlingsalbum från 1993 med musik av den brittiska gruppen Kajagoogoo och dess ursprunglige frontfigur och sångare Limahl.

## Låtlista
1. Too Shy
2. Ooh To Be Ah
3. Hang On Now
4. Big Apple
5. The Lions’ Mouth
6. Turn Your Back On Me
7. Shouldn’t Do That
8. Only For Love
9. Too Much Trouble
10. Never Ending Story
11. Love In Your Eyes
12. Inside To Outside
13. Too Shy (Midnight mix)
14. Hanh On Now (extended mix)
15. Turn Your Back On Me (extended mix)
16. Only For Love (12″ mix)
17. Never Ending Story (12″ mix)